# شهرستان آنتورپ
شهرستان آنتورپ در استان آنتورپ  در منطقه فلاندری در کشور بلژیک واقع شده‌است.